# Waldrasen-Grasmotteneulchen
Das Waldrasen-Grasmotteneulchen (Protodeltote pygarga) ist ein Schmetterling (Nachtfalter) aus der Familie der Eulenfalter (Noctuidae).

## Merkmale
Die Falter erreichen eine Flügelspannweite von 23 bis 25 Millimetern. Kopf, Prothorax und Mesothorax sowie das Mittelfeld und das Saumfeld der Vorderflügel sind dunkelbraun bis schwarzbraun mit eingestreuten schwarzen und weißen Schuppen. Der Metathorax, das Basalfeld mit Ausnahme des Costalrandes, die breit ins Saumfeld ausstrahlende äußere Querlinie und die Wellenlinie sowie die Umrandungen von Ring- und Nierenmakel und die punktförmige Zapfenmakel sind weiß. Die Fransen sind schwarz und weiß gescheckt. Äußere und innere Querlinie sind zum Mittelfeld hin meist schwarz angelegt. Die Hinterflügel sind bräunlichgrau mit einem dunklen Mittelfleck und einer hellen Querlinie, zum Saum hin meist etwas verdunkelt. Die Fransen sind weiß und grau gescheckt. Das Abdomen ist grau mit weißlichen Ringen.
Das Ei ist hellgelb. Es ist kegelförmig, die Spitze ist etwas abgestumpft. Die Außenseite weist zahlreiche, leicht gewellte Längslinien auf.
Die Raupen sind zunächst grün, wobei der Rücken etwas heller gefärbt ist. Die Rückenlinie ist grau, die Nebenrückenlinien weißlich, ebenso die Seitenstreifen. In späteren Stadien werden die Raupen gelb.
Die Puppe ist gelbbraun und gedrungen. Der Kremaster weist zwei Spitzen und einige Borsten auf.

## Geographische Verbreitung und Lebensraum
Die Art ist in ganz Europa einschließlich Skandinaviens verbreitet. Im Osten reicht das Verbreitungsgebiet über Kleinasien, Nordiran, Afghanistan, das südliche Sibirien, Zentralasien, China bis nach Sachalin, Korea, Japan und Taiwan. In der Vertikalen kommt die Art vom Flachland bis zu 1000 m in den Alpen vor. Die Art bevorzugt mäßig feuchte bis trockene Waldlichtungen, Kahlschläge, Waldsäume und Gebüschreihen. Dabei reicht das Spektrum von reinen Laubwäldern, über Mischwälder zu reinen Nadelwäldern. Als Lebensräume werden aber auch mehr offene Habitate genannt: Halbtrockenrasen, aufgelassene Weinbergshänge, Steinbrüche und Kiesgruben.

## Lebensweise
Die Art ist meist univoltin, d. h., es wird nur eine Generation im Jahr gebildet. Die Falter fliegen von Mitte Mai bis Mitte August. In günstigen Jahren und im Süden wird eine unvollständige zweite Generation gebildet, deren Falter von Ende Juli bis in den August fliegen. Sie ruhen tagsüber in der Vegetation, können aber leicht aufgescheucht werden. Sie sind nachtaktiv und fliegen künstliche Lichtquellen an. Die Falter können geködert werden.  Die Raupen ernähren sich von Blauem Pfeifengras (Molina caerulea), Rohrglanzgras (Phalaris arundinacea) und  Land-Reitgras (Calamagrostis epigejos) Weiter werden aufgelistet: Fieder-Zwenke (Brachypodium pinnatum), Wald-Zwenke (Brachypodium sylvaticum),  Gewöhnliches Knäuelgras (Dactylis glomerata) und „andere Waldgräser“. Die Verpuppung erfolgt am Boden unter Laubstreu. Die Puppe überwintert.

## Systematik und Nomenklatur
Die Art wurde 1766 von Johann Siegfried Hufnagel unter dem Namen Phalaena pygarga erstmals wissenschaftlich beschrieben. Weitere frühe Beschreibungen erfolgten 1775 durch Michael Denis und Johann Ignaz Schiffermüller als Noctua fuscula, 1785 durch Sigismund von Hohenwarth (schrieb sich auch Siegmund von Hochenwarth) als Phalaena ployeri, 1790 durch Eugen Johann Christoph Esper als Phalaena Noctua polygramma und 1809 durch Adrian Hardy Haworth als Noctua albilinea, die deshalb als jüngere Synonyme betrachtet werden. Weitere, etwas jüngere Synonyme, deren Typen aus anderen Regionen stammen, sind: Bryophila guenei Fallou, 1864 und Lithacodia fasciana coreana Bryk, 1948.
Phalaena pygarga Hufnagel, 1766 ist die Typusart der Gattung Protodeltote Ueda, 1984.

## Gefährdung
Die Art ist in Deutschland nicht gefährdet.